# Nécrophorèse
La nécrophorèse est au sens large le comportement animal consistant à transporter des cadavres. 
Ce mot est surtout utilisé pour décrire ce comportement chez divers insectes coloniaux (fourmis principalement). 

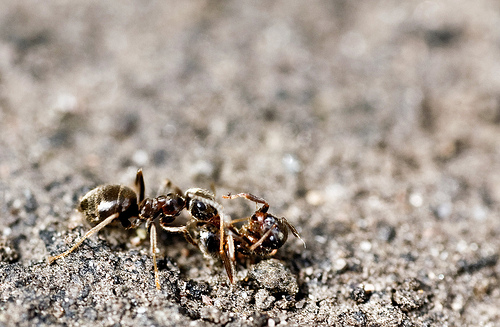
Comportement de nécrophorèse chez une espèce de fourmis

## Chez les insectes sociaux et coloniaux
La nécrophorèse est constatée chez certaines espèces (non-solitaires) de fourmis, d'abeilles, de guêpes et chez les termites. Ces espèces détectent les cadavres présents dans ou près de leurs colonies (voire de colonies voisines parfois) et - à partir du nid/ruche ou des alentours, des individus les transportent vers des "cimetières", parfois souterrains) ; 
Bien que tout membre d'une colonie puisse potentiellement transporter les corps d'individus morts, ce travail est souvent pris en charge par de mêmes individus qui ont un cycle de développement légèrement modifié et qui semblent s'être spécialisés dans cette tâche (« pompiers » au sens de "pompe funèbre") qui toutefois est en temps normal partagée avec d'autres tâches. 
Les fourmis non-ennemies d'une colonie voisine peuvent aussi enlever des cadavres, mais avec moins de cohérence. La perception du fait qu'un insecte soit mort ou vivant semble liée à celle de molécules odorantes propres à l'espèce pour les individus vivants, et de signaux chimiques libérés par les cadavres en décomposition dès ou après la mort.  
Selon les espèces et/ou les contextes les cadavres sont conduits en un point qui semble aléatoire, à une certaine distance du nid, soit plus près du nid dans une zone de dépôt de déchets jouant aussi le rôle de cimetière.

## Chez d'autres groupes d'espèces
Chez d'autres groupes taxonomiques (carnivores et/ou détritivores ou nécrophages), les nécrophores enterrent les cadavres d'autres insectes pour s'en nourrir et/ou y pondre leurs œufs. 
Un phénomène différent (et observé chez de nombreuses espèces dont chez des mammifères carnivores et/ou nécrophages) consiste à transporter les cadavres de leurs proies récemment trouvées mortes ou récemment tuées pour les consommer ailleurs (dans un arbre pour certains félins), et pour certaines espèces à les cacher (les enterrer parfois) pour les consommer plus tard.

## Utilité
Une hypothèse est que ce comportement aurait été sélectionné au cours de l'évolution comme mesure sanitaire susceptible de prévenir la propagation de maladies ou d'infections dans toute la colonie, même s'il est parfois au contraire source de risque (voir ci-dessous).
L'élimination rapide des cadavres d'animaux morts de maladies infectieuses est cruciale pour la santé d'une colonie. 

## Enjeux pour les interactions homme-insectes
La lutte contre certaines fourmis (fourmis atta en zone cultivée ou fourmis de feu invasives) s'est souvent basée sur l'introduction de pathogènes des fourmis dans la population-cible. Ceci a une efficacité limitée quand les insectes infectés sont rapidement séparés de la population. 

Toutefois, certaines infections ont aussi freiné le retrait des cadavres ou ont modifié le lieu où les cadavres ont été transportés. Eloigner les cadavres diminue le risque d'infection pour la colonie, mais implique plus de dépenses d'énergie et de temps passé. 

## Enjeux écotoxicologiques
- Chez les fourmis ce comportement expose la colonie à certaines infestations fongiques ou microbiennes. Ainsi en ramenant à la fourmilière une fourmi tuée par un champignon entomopathogène (ex : Metarhizium anisopliae, Bearweria bassiana ...), les fourmis peuvent induire (par « transmission horizontale »)  une épidémie dans leur propre colonie[6]. 
Ce phénomène a été étudié en laboratoire avec la fourmi Camponotus pennsylvanicus[6].
- La colonie peut aussi être exposée à un produit chimique écotoxique. À titre d'exemple : le fipronil est un puissant insecticide de contact ; il est utilisé contre les fourmis pour lesquelles il est extrêmement toxique, même à très faible dose, notamment pour les termites et un peu moins pour la fourmi de feu (invasive dans plusieurs régions du monde)[7]. En 2004 des chercheurs ont découvert que non seulement le fipronil tue rapidement les fourmis exposées 60 secondes à du sable traité, mais qu’il a aussi des effets indirects, à cause de la nécrophorèse ; les auteurs de l'étude ont expérimentalement déposé dans une colonie saine des fourmis mortes empoisonnées par simple contact avec du fipronil. Les fourmis qui ont transporté ces cadavres dans la fourmilière sont en grande partie mortes à leur tour (on parle de « transfert horizontal de toxicité »)[7]. Ce transfert s’est montré bien plus important et efficace pour le bifénil que pour d’autres molécules insecticides utilisées aux mêmes fins (ex : Bifenthrine et la β-cyfluthrine qui n’affectent que peu les fournis n’ayant pas eu de contact direct avec la molécule toxique)[7]. Ce comportement a été exploité par des systèmes insecticides « chevaux de Troie » dits dans ce cas « trap-treat-release »[8] (traitement basé sur une stratégie très différente de celles qui utilisent des produits répulsifs[9])

## Alternatives
Deux comportements alternatifs ont déjà été observés chez des insectes sociaux : 
1. l'inhumation (pratiquée par les termites quand ils ne pouvaient pas se permettre de consacrer des travailleurs à la nécrophorèse, en particulier lors de la formation d'une nouvelle colonie[10];
2. le cannibalisme (nettement plus à risque en termes sanitaires).